# Bovarysme
Bovarysme ist ein Motiv der französischen Literatur und wurde nach der Titelheldin des Romans Madame Bovary. Moeurs de province (1857) von Gustave Flaubert genannt.
Nach dem Roman prägte der französische Philosoph Jules de Gaultier (1858–1942) den Terminus bovarysme, der exemplarische Bedeutung erhielt: Mme Bovary krankte an einer exaltierten Einbildungskraft, die nicht zuletzt durch klandestine Romanlektüre induziert wurde und dazu führte, dass sie den Alltag in ihren kleinbourgeoisen und provinziellen Verhältnissen nicht mehr bewältigte. Ihre Vorstellungswelt war geprägt von kitschigen Romanen, in denen es nur um Liebe und Liebhaber ging, in denen Damen in einsamen Pavillons in Ohnmacht fielen, Postillons Liebesbriefe überbrachten, die voll waren von Stoßgebeten, Herzschmerz, Schluchzen, Tränen und Küssen, Mondschein und Nachtigallengezwitscher, dem Klagen sterbender Schwäne, Harfenklängen über nachtschwarzen Seen, fallenden Herbstblättern, reinen Jungfrauen und edlen Männern, mutig wie die Löwen und sanft wie die Lämmer mit tränenbenetzten Wangen. Aufgeladen mit diesen überhöhten Erwartungen musste sie von ihrem bescheidenen Leben in der Provinz und von ihrem braven aber unbedeutenden Ehemann zwangsläufig enttäuscht werden und an der Realität scheitern. Mme Bovary nahm sich nach verschiedenen Ausbruchversuchen aus ihrem unausgefüllten Dasein (Eskapismus) schließlich das Leben.
Als weitere wichtige Beispiele gelten Hedda Gabler (Ibsen, 1890) und Edna Pontellier (Das Erwachen, Kate Chopin, 1899).
Roger Grenier zeigt an einer in die Gegenwart transponierten Variante aus der Normandie, dass der Bovarysme an Aktualität nicht eingebüßt hat.